# باول نيومان (سياسي)
باول نيومان (بالإنجليزية: Paul Neumann)‏ هو محامي وسياسي أمريكي، ولد في 1839 في بروسيا، وتوفي في 2 يوليو 1901 في هونولولو في الولايات المتحدة. حزبياً، نشط في الحزب الجمهوري. وقد انتخب عضو مجلس ولاية كاليفورنيا.